# Elizabeth Haysom
Elizabeth Roxanne Haysom (geboren am 15. April 1964 in Salisbury, Rhodesien) ist eine kanadische Staatsbürgerin, die im Oktober 1987 in den Vereinigten Staaten wegen Beihilfe zum Mord an ihren Eltern zu einer insgesamt 90-jährigen Freiheitsstrafe verurteilt wurde. Jens Söring, der zur Tatzeit ihr Freund war, wurde 1990 wegen Doppelmordes zu zwei lebenslangen Freiheitsstrafen verurteilt. Am 25. November 2019 wurden Haysom und Söring auf Bewährung entlassen. Haysom wurde am 26. Januar 2020 nach Kanada abgeschoben.

## Leben

### Herkunft und Ausbildung
Elizabeth Haysom ist das Kind von Derek William Reginald Haysom, einem pensionierten Manager, und Nancy Astor Benedict Haysom, einer Künstlerin. Derek und Nancy Haysom hatten insgesamt fünf Kinder aus vorherigen Ehen.
Elizabeth Haysom besuchte Internate in der Schweiz und England und war anschließend an der University of Virginia eingeschrieben. Dort traf sie im August 1984 den damals 18-jährigen Deutschen Jens Söring.

### Morde und Flucht
Am Morgen des 3. April 1985 wurden die Leichen von Derek und Nancy Haysom in ihrem Landhaus „Loose Chippings“ im Bedford County in Virginia entdeckt. Sie waren am 30. März 1985 erstochen und fast enthauptet worden.
Im Zuge der Ermittlungen flohen Jens Söring und Elizabeth Haysom ins Ausland. Am 30. April 1986 wurden sie in London wegen Scheckbetrugs und Ladendiebstahls festgenommen. Im Dezember 1986 wurden sie wegen Scheckbetrugs zu einem Jahr Haft verurteilt.

### Verurteilung
Haysom wurde in die USA ausgeliefert, später auch Söring. In ihrem Prozess machte sie widersprüchliche Aussagen zur Tatwaffe und zu ihrem Alibi. Sie bekannte sich der Beihilfe zum Doppelmord schuldig. Im Oktober 1987 wurde sie wegen Beihilfe zum Mord zu 90 Jahren Haft verurteilt – 45 Jahre für jeden Mord. Sie wurde im Fluvanna Correctional Center for Women in Troy (Virginia) inhaftiert.
Haysom sagte aus, Jens Söring sei der Täter gewesen. Söring hatte die Tat 1986 gestanden, widerrief das Geständnis aber vier Jahre später in seinem eigenen Prozess. 1990 wurde er zu zwei lebenslangen Haftstrafen wegen Mordes verurteilt.

### Entlassung auf Bewährung
Ein erster Bewährungsantrag Haysoms wurde 1995 abgelehnt, 2006 ein weiterer. Am 25. November 2019 kündigte der demokratische Gouverneur von Virginia Ralph Northam an, dass sowohl Haysom als auch Söring freigelassen, aber nicht begnadigt und in ihre jeweiligen Heimatländer abgeschoben werden.
Kritikern zufolge ist die Bewährung wegen finanzieller Vorteile für den Bundesstaat Virginia und nicht aufgrund von Reue gewährt worden. Auch ihr noch junges Alter zum Zeitpunkt der Tat soll die Entscheidung des Bewährungsausschusses (Parole Board) beeinflusst haben.
Haysom wurde am 26. Januar 2020 in ihr Heimatland Kanada abgeschoben.

## Filme
Der Fall wurde unter anderem im Jahr 2013 in der zweiten Staffel der US-amerikanischen Dokumentarreihe Killer Couples: Mörderische Paare thematisiert. Der deutsche Dokumentarfilm Das Versprechen aus dem Jahr 2016 schildert die Strafprozesse aus der Sicht Sörings.